# エンマ・ボニーノ
エンマ・ボニーノ（ Emma Bonino、1948年5月9日 - ）は、イタリアの政治家。
欧州委員会委員（保健・消費者保護担当）、欧州議会議員、外相（レッタ内閣）、無任所相（EU政策・国際貿易担当）、上院副議長、上院議員（1期）、下院議員、多国籍急進党党首を歴任。

## 概要
殺菌情報センターの設立や、中絶合法化に関する国民投票を実現し、1986年には原子力の使用を禁止する国民投票の実施し、原子力発電所の運営を休止させる原動力となった。
1979年には欧州議会にも進出した。1995年にはサンテール委員会の消費者保護・保健担当委員に就任、しかし1999年に発覚したエディット・クレッソンの不正問題を追及し、クレッソンを委員辞職に追い込むため委員会を総辞職に導いた。